# Abrykosiwka (obwód chersoński)
Abrykosiwka (ukr. Абрикосівка) – osiedle na Ukrainie, w obwodzie chersońskim, w rejonie chersońskim. W 2001 liczyło 1204 mieszkańców, wśród których 1057 jako ojczysty wskazało język ukraiński, 142 rosyjski, 2 węgierski, 1 polski, a 2 inny.